# День защитников и защитниц Украины
День защи́тников и защи́тниц Украи́ны (укр. День захисників і захисниць України) — государственный праздник Украины, отмечаемый 1 октября. Установлен 14 октября 2014 года. С 2015 года этот день является нерабочим (в 2023 году из-за реформы церковного календаря на Украине его перенесли с 14 октября на 1 октября). До июля 2021 года назывался «День защитника Украины».

## Предыстория основания праздника
Праздник Покрова Пресвятой Богородицы для запорожских казаков был большим праздником. Новых старшин обычно избирали именно в этот день.
В 1999 году указом Президента Украины был установлен «День украинского казачества», отмечаемый ежегодно в день праздника Покрова Пресвятой Богородицы.
В связи с фактическими событиями российско-украинской войной, о желании перенести празднование Дня защитника Отечества с 23 февраля на 14 октября Президент Украины Петр Порошенко заявил во время своей речи 24 августа 2014 года на День независимости Украины. В частности, он заявил:

В богатой подвигами летописи украинского воинства множество битв и дат, достойных стать Днем защитника Отечества. Я подчеркиваю, Украина никогда больше не будет праздновать этот праздник по военно-историческому календарю соседней страны. Мы будем чествовать защитников своего Отечества, а не чужого!
— Выступление Президента Украины в День Независимости 2014 года
8 октября 2014 года Украинский институт национальной памяти поддержал инициативу Президента отмечать День защитника Украины в Покров день, обосновывая это традицией почитать украинское войско именно в этот день.
Также Покров день официально считается днём основания Украинской повстанческой армии (УПА) — военно-политического подразделения Организации украинских националистов (ОУН) (хотя возглавляемая Тарасом Бульбой-Боровцом «Полесская сечь — Украинская повстанческая армия» была сформирована в августе 1941 года, а не в октябре). В декабре 1941 года название изменилось на более известное — «Украинская повстанческая армия».

## Официальный статус
14 октября 2014 года указом Президента Украины был установлен «День защитника Украины».
Одновременно был отменён указ 1999 года, согласно которому 23 февраля отмечался День защитника Отечества. Отказ от празднования 23 февраля считается одним из этапов декоммунизации.
5 марта 2015 года Верховная Рада Украины объявила 14 октября выходным днём.
10 октября 2015 года внесены изменения в указ Президента Украины от 23 августа 2004 года «О Дне Государственного Флага Украины». Список государственных праздников, во время которых органам местного самоуправления, предприятиям, учреждениям, организациям и объединениям граждан предлагается устанавливать (вывешивать) Государственный Флаг Украины, дополнен Днём защитника Украины.
12 октября 2015 года Национальный банк Украины ввёл в оборот 50 тыс. памятных монет «День защитника Украины» номиналом 5 гривен.
Из-за реформы церковного календаря на Украине 28 июня 2023 года Президент Украины Владимир Зеленский своим указом изменил дату Дня защитников Украины с 14 октября на 1 октября, а также внёс в Верховную Раду Украины законопроект о переносе соответствующего выходного дня. Парламент принял этот закон 14 июля 2023 года.

## Критика
В 2014 году глава аннексированного Россией Крыма Сергей Аксёнов высказал возмущение по поводу решения Петра Порошенко, поскольку это вызывает гнев и осуждение у тех, кто боролись «за независимость нашей общей Родины»[значимость факта?]. 22 октября того же года пророссийский Государственный совет Республики Крым осудил празднование Дня защитника Украины 14 октября, в день создания Украинской повстанческой армии, назвав указ «узаконением подмены понятий героизма и предательства»[значимость факта?].